# Carl Sandblom
Carl Gustaf Sandblom, född 21 augusti 1908 i Oslo, död 1 juni 1984 i Nice, var en svensk jurist och seglare. 
Sandblom blev juris kandidat 1932, tjänstgjorde vid Stockholms rådhusrätt från 1934, var assessor 1947–1953, lärare i handelsrätt vid Bröderna Påhlmans handelsinstitut 1938–1949, föredragande i Riksåklagarämbetet 1949–1952, borgmästare i Nyköpings stad 1953–1968, häradshövding i Nyköpings domsaga 1968–1970 och lagman i Nyköpings tingsrätt 1971–1973. 
Sandblom seglade för KSSS och blev olympisk bronsmedaljör i Amsterdam 1928 tillsammans med lagkamraterna Clarence Hammar, Tore Holm, Wilhelm Törsleff, hans far John Sandblom samt hans bror Philip Sandblom.
Carl Sandblom är begravd på Norra begravningsplatsen utanför Stockholm.